# AR Водолея
AR Водолея (лат. AR Aquarii) — одиночная переменная звезда в созвездии Водолея на расстоянии приблизительно 2633 световых лет (около 807 парсеков) от Солнца. Видимая звёздная величина звезды — от +15,4m до +14,4m.

## Характеристики
AR Водолея — жёлто-белая пульсирующая переменная звезда типа RR Лиры (RRAB) спектрального класса F. Эффективная температура — около 6134 К.